# داگلاس اف۵دی اسکای‌لنسر
داگلاس اف۵دی اسکای‌لنسر (به انگلیسی: Douglas F5D Skylancer) یک هواپیمای ساختِ کارخانهٔ شرکت هواپیماسازی داگلاس در کشور ایالات متحده آمریکا است . نخستین استفاده‌کنندهٔ این هواپیما نیروی دریایی ایالات متحده آمریکا بوده‌است. این هواپیما برای نخستین بار در ۲۱ آوریل ۱۹۵۶ میلادی مورد استفاده قرار گرفت.